# Chiune Sugihara

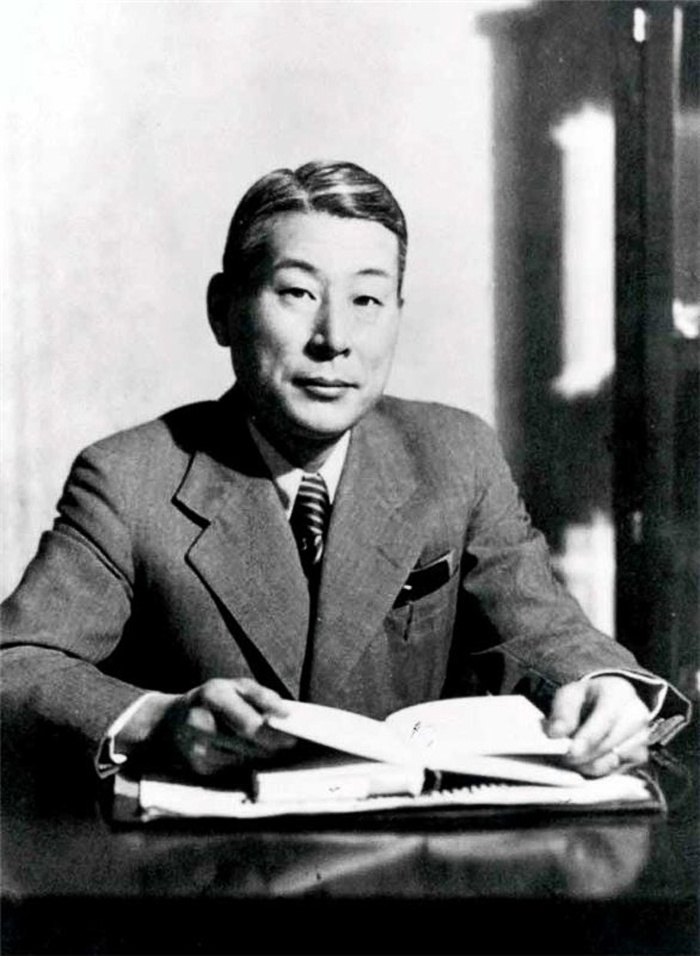
Chiune Sugihara, vor 1945

Chiune Sugihara (japanisch 杉原 千畝, Sugihara Chiune, * 1. Januar 1900 in Kōzuchi, Landkreis Mugi (heute: Mino), Präfektur Gifu; † 31. Juli 1986 in Kamakura) war ein japanischer Diplomat, der als Konsul des japanischen Kaiserreiches in Litauen während des Zweiten Weltkrieges ca. 6000 Juden rettete. Er wurde als „Japanischer Schindler“ bekannt.

## Leben

### Kindheit

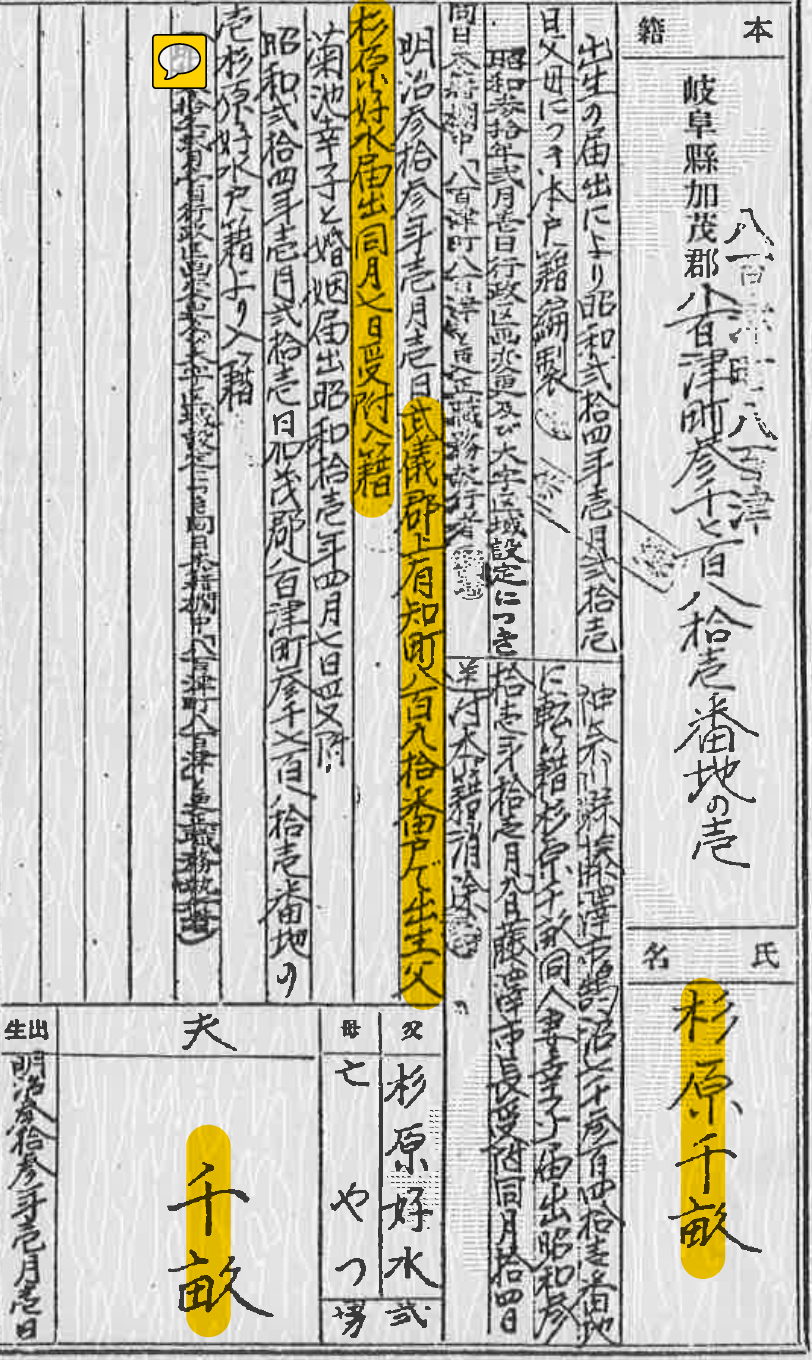
Chiune Sugiharas Geburtsregister, das seinen Geburtsort als Kōzuchi, Landkreis Mugi anzeigt.

Chiune Sugihara wurde dem Eintrag im Geburtsregister zufolge in Kōzuchi (heute Mino) im Kreis Mugi in der Präfektur Gifu geboren. Die japanische Stadt Yaotsu behauptet demgegenüber, dass sie der Geburtsort von Chiune Sugihara sei.
Sein Vater Sugihara Yoshimizu gehörte zur Mittelklasse, seine Mutter Sugihara Yatsu stammte aus einer Samurai-Familie. Er war der zweite Sohn neben vier Brüdern und einer Schwester.

### Erziehung
1912 schloss er die Furuwatari-Grundschule (heute: Heiwa-Grundschule Nagoya) mit höchsten Auszeichnungen ab und begann an der 5. Präfekturmittelschule (heute: Zuiryō-Oberschule) in Nagoya zu lernen. Sein Vater wünschte, dass er wie er selbst Arzt werden sollte, aber er bestand die Aufnahmeprüfung absichtlich nicht, indem er nur seinen Namen auf das Papier schrieb. Stattdessen trat er 1918 in die renommierte Waseda-Universität ein und wählte Englische Literatur als Hauptstudienfach. 1919 bestand er die Aufnahmeprüfung des Außenministeriums. Das japanische Außenministerium stellte ihn an und schickte ihn nach Harbin in der Republik China, wo er auch die russische und deutsche Sprache lernte und später ein Experte für russische Angelegenheiten wurde.

### Mandschurisches Auslandsbüro
Als Sugihara im mandschurischen Auslandsbüro arbeitete, nahm er an den Verhandlungen mit der Sowjetunion über die Nordmandschurische Eisenbahn teil. Er verließ seinen Posten als stellvertretender Außenminister im japanischen Marionettenstaat Mandschukuo aus Protest über japanische Misshandlungen der örtlichen chinesischen Bevölkerung. In Harbin heiratete er mit 24 Jahren Klaudia Semjonowa Apollonow (russisch Клавдия Семёновна Аполлоновая), Tochter eines weißrussischen Offiziers, und trat zum griechisch-orthodoxen Glauben über. 1935 ließ er sich vor seiner Rückkehr nach Japan scheiden. In Japan heiratete er Kikuchi Yukiko, die mit der Heirat Yukiko Sugihara (杉原 幸子, Sugihara Yukiko) wurde. Sugihara Chiune diente auch in der Informationsabteilung des Außenministeriums und in der japanischen Gesandtschaft in Helsinki, Finnland.

### Litauen

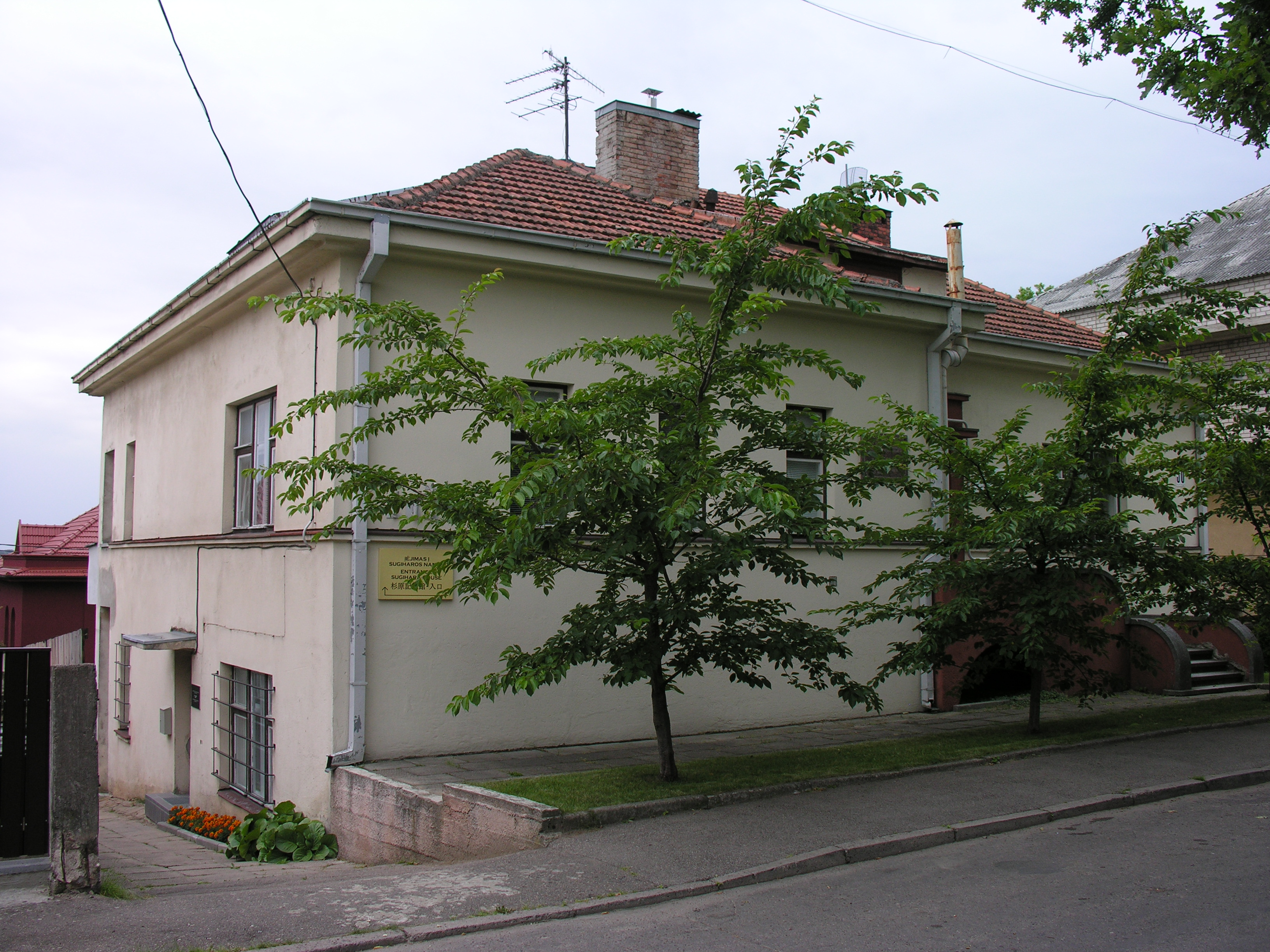
Das ehemalige japanische Konsulat in Kaunas

1939 wurde er Vizekonsul des japanischen Konsulates in Kaunas in Litauen. Seine zweite Aufgabe war die Berichterstattung über sowjetische und deutsche Truppenbewegungen, während der er mit polnischen Geheimdiensten im Rahmen einer größeren japanisch-polnischen Zusammenarbeit kooperierte.

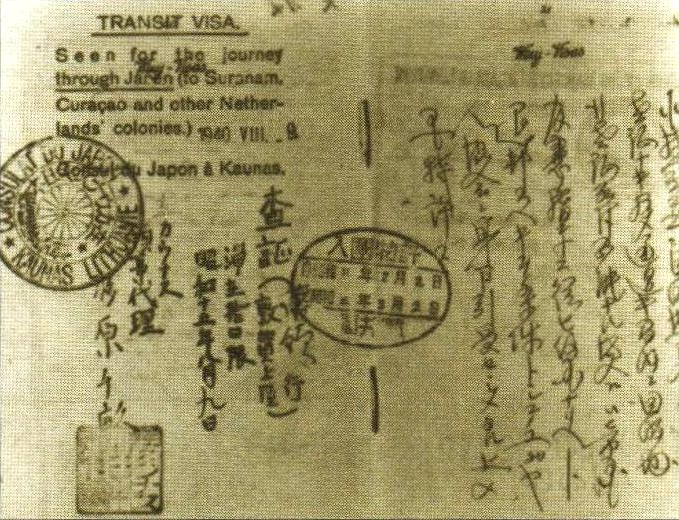
Transitvisum nach Japan für Susan Bluman, durch Sugihara ausgestellt

Als die Sowjetunion 1940 infolge des Hitler-Stalin-Pakts Litauen besetzte, versuchten viele dort lebende jüdische Flüchtlinge aus Polen, Ausreisevisa zu bekommen. Ohne Visum war die Reise gefährlich, aber es war schier unmöglich, Länder zu finden, die diese ausstellten. Hunderte Flüchtlinge kamen in das japanische Konsulat, um Visa nach Japan zu bekommen. Der niederländische Konsul Jan Zwartendijk hatte einige von ihnen mit Papieren für das offizielle Zielland Curaçao, eine karibische Insel, die kein Einreisevisum forderte, oder für Niederländisch-Guayana (heute Suriname) versehen. Zu dieser Zeit verfolgte die japanische Regierung offiziell eine Neutralitätspolitik gegenüber den Juden. Allerdings forderte sie, dass Visa nach Durchlaufen der Immigrationsformalitäten nur an Personen mit ausreichenden Mitteln erteilt werden sollten. Die meisten Flüchtlinge erfüllten diese Kriterien nicht. Sugihara konsultierte pflichtgemäß drei Mal das japanische Außenministerium bezüglich Instruktionen. Jedes Mal antwortete das Ministerium, dass ausnahmslos jeder, der ein Visum bekommen sollte, ein Visum eines Drittlandes zur Ausreise nach Japan besitzen müsse.
Am 29. Juli 1940 begann Sugihara nach Konsultation mit seiner Frau, in Eigeninitiative Visa auszugeben. Dabei ignorierte er viele Male die Vergabevoraussetzungen und versorgte die Juden – unter Bruch der ihm gegebenen Anweisungen – mit einem 10 Tage gültigen Transitvisum für Japan. Im Hinblick auf seinen Posten und die Kultur im japanischen Außendienst war dies eine außergewöhnliche Aktion ohne Präzedenzfall.
Er trug dem stellvertretenden Volkskommissar für Auswärtige Beziehungen, Wladimir Dekanosow, der als Beauftragter der Moskauer Parteiführung für die Sowjetisierung Litauens zuständig war, den Plan vor, die jüdischen Antragsteller mit der Transsibirischen Eisenbahn bis an die Pazifikküste zu schicken und von dort nach Japan ausreisen zu lassen. Stalin und Volkskommissar Molotow genehmigten den Plan; am 12. Dezember 1940 fasste das Politbüro einen entsprechenden Beschluss, der sich zunächst auf 1991 Personen erstreckte. Nach den sowjetischen Akten reisten bis August 1941 rund 3500 Menschen von Litauen über Sibirien aus. Das für Ausländer zuständige staatliche Reisebüro Intourist verlangte fünfmal höhere Preise als üblich für die Fahrkarten, insgesamt beliefen sich die Einnahmen für die sowjetische Seite auf rund 1.000.000 Rubel (180.000 US-Dollar). Auf diese Weise konnten nur Personen mit den entsprechenden Mitteln ausreisen.
Sugihara stellte weiter handgeschriebene Visa aus (angeblich verbrachte er täglich 18–20 Stunden damit) und erstellte täglich die Menge Visa, die sonst in einem Monat üblich war. Am 4. September musste er seinen Posten verlassen, da das Konsulat geschlossen wurde. Zu dieser Zeit hatte er bereits Tausende von Visa an Juden vergeben, viele davon an Familienoberhäupter, die die gesamte Familie mitnehmen konnten. Zeugen sagten aus, dass er noch im Zug Visa ausstellte und sie aus dem Zugfenster warf, während der Zug bereits den Bahnhof Kaunas Richtung Berlin verließ.
Die Anzahl der erstellten Visa ist umstritten und reicht von 2.139 bis 10.000, wahrscheinlich ist eher der untere Bereich, obwohl auch Familienvisa für mehrere Personen ausgegeben wurden, die für die höheren Zahlen eine Erklärung liefern können. Allerdings produzierten polnische Widerstandsgruppen auch gefälschte Visa. Eine Gruppe von 30 Personen „Jakub Goldberg“ kam an einem Tag in Tsuruga an, von wo aus sie nach Nachodka zurückgeschickt wurden.
Viele Flüchtlinge nutzten ihre Visa, um durch die Sowjetunion nach Kōbe in Japan zu reisen, wo es eine russisch-jüdische Gemeinde gab. Von hier reisten etwa 1000 an andere Zielorte, wie die USA und das britische Mandatsgebiet in Palästina. Der Rest musste in Japan bleiben, bis sie in das von den Japanern besetzte Shanghai, wo es auch eine große jüdische Flüchtlingsgemeinde gab, deportiert wurden. Hier blieben sie bis zur Kapitulation Japans im September 1945. 20.000 Juden lebten damals im Ghetto von Shanghai, davon viele, die mit Hilfe von Sugihara und Zwartendijk überlebt hatten.
Trotz deutschen Drucks auf die japanische Regierung, die jüdischen Flüchtlinge entweder auszuliefern oder zu töten, schützte die Regierung die Gruppe. Warum dies so war, ist strittig:
- Es sei die Gegenleistung gewesen für einen Kredit über 196 Millionen Dollar eines jüdischen Bankiers aus New York, Jacob Schiff, an Japan. Diese Mittel hätten beim Sieg im Russisch-Japanischen Krieg von 1905 geholfen.[8]
- Einige japanische Führer hätten antisemitische Traktate gelesen, die den Juden Reichtum und Macht zuschrieben, Züge, die dem japanischen Kaiserreich wünschenswert erschienen. Diese Erwägungen waren Teil des sogenannten Fugu-Planes, der allerdings nie offiziell von Japan umgesetzt wurde.

Japan hat 2015 bei der UNESCO beantragt, dass an die 250 Originaldokumente aus Sugiharas Tätigkeit, die das Überleben tausender Juden im Holocaust ermöglichten, als Weltdokumentenerbe durch die UNESCO anerkannt werden (was 2017 erfolgen sollte, aber letztlich 2018 wegen zumindest teilweise verfälschter Dokumente abgelehnt wurde). Darunter befinden sich zahlreiche durch Chiune ausgestellte Visadokumente. An der Echtheit einzelner handschriftlicher Dokumente Sugiharas wurden Zweifel angemeldet. Der Streit soll von der UNESCO geklärt werden.

### Rücktritt

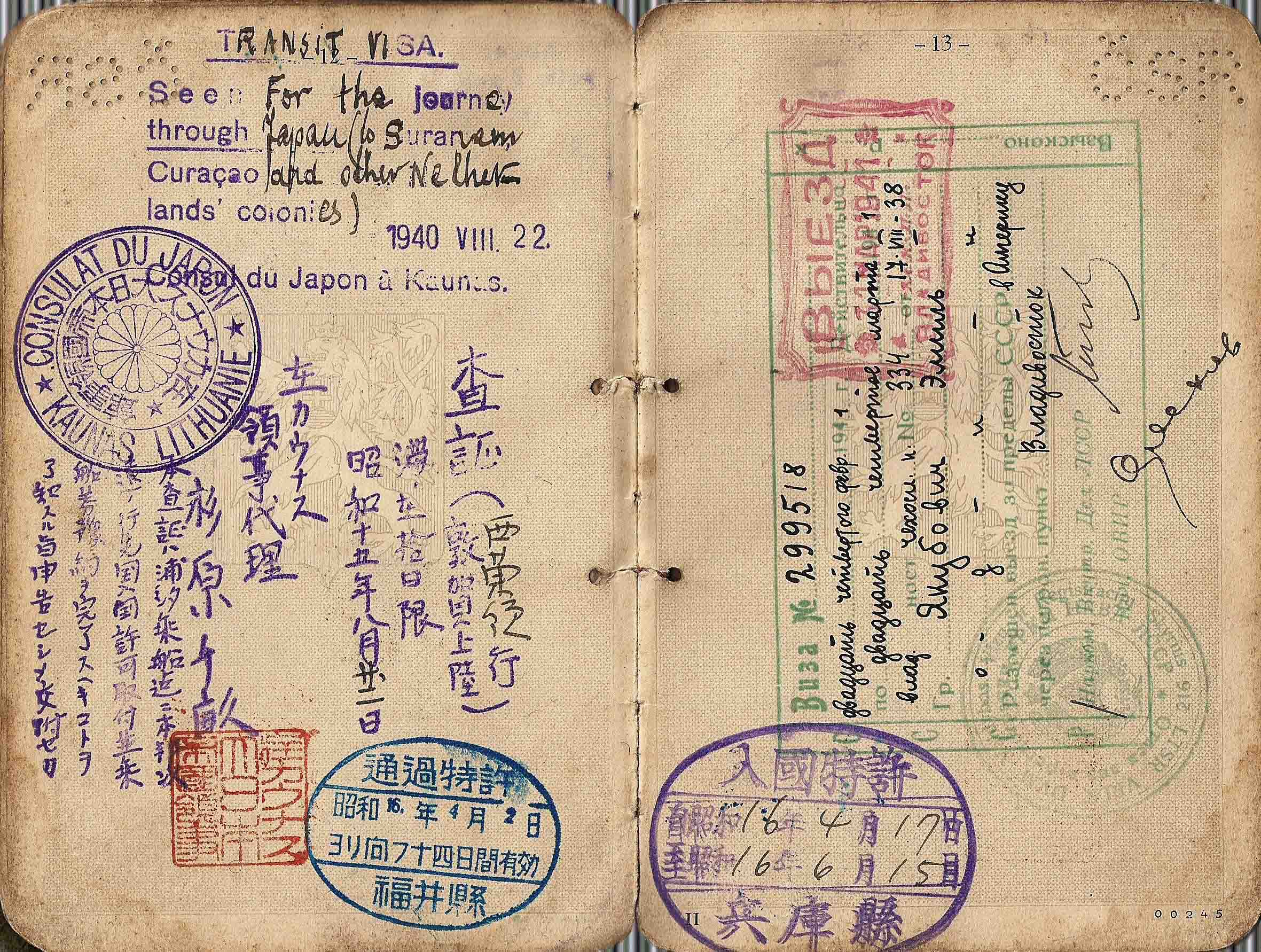
Tschechoslowakischer Pass mit Visum, der 1940 vom Diplomaten Sugihara ausgestellt wurde.

Das japanische Außenministerium benötigte Sugiharas Sprach- und Organisationstalente weiter und beschloss, Disziplinarmaßnahmen gegen ihn aufzuschieben, bis er nicht länger benötigt würde. Sugihara diente als Generalkonsul in Prag in der Tschechoslowakei, 1941 in Königsberg und der Gesandtschaft in Bukarest. Als Truppen der Roten Armee in Rumänien einmarschierten, wurden Sugihara und seine Familie 18 Monate in einem Kriegsgefangenenlager interniert. 1946 wurden sie entlassen und kehrten über die Transsibirische Eisenbahn und den Hafen Nachodka nach Japan zurück.
1947 bat ihn das japanische Außenministerium zurückzutreten, nominell wegen eines gewünschten Personalabbaus der Behörde. Es wurde aber auch spekuliert, dass dies wegen seiner Aktionen in Litauen gefordert wurde. Einige Quellen geben an, das Außenministerium habe gegenüber Sugihara gesagt, er werde wegen „dieses Vorfalles in Litauen“ entlassen.
Im Oktober 1991 teilte das Ministerium Sugiharas Familie mit, dass sein Rücktritt Teil einer Neustrukturierung des Personals kurz nach Kriegsende gewesen sei. Das Außenministerium gab am 24. März 2006 ein Positionspapier heraus, wonach es keine Beweise dafür gebe, dass das Ministerium disziplinarisch gegen Sugihara vorgegangen sei. Das Ministerium sagte, dass Sugihara einer von vielen Diplomaten gewesen sei, die freiwillig zurücktraten, dass jedoch die individuellen Gründe für seinen Rücktritt „schwierig zu bestätigen“ seien. Das Ministerium lobte Sugiharas Verhalten als „mutige und humanitäre Entscheidung“.

### Späteres Leben
Sugihara verlegte seinen Wohnsitz nach Fujisawa in der Präfektur Kanagawa. Er begann, für eine Exportfirma als Generalmanager für den US-Militärpostdienst zu arbeiten. Später lebte er zwei Jahrzehnte in der Sowjetunion.
Im Jahr 1968 machte Jehoshua Nishri, Wirtschaftsattaché der Israelischen Botschaft in Tokio und einer der dank Sugihara Überlebenden, ihn ausfindig und nahm Kontakt zu ihm auf. 1969 besuchte Sugihara Israel und wurde von der Israelischen Regierung empfangen. Sugihara-Überlebende begannen Lobbyarbeit, damit er als Gerechter unter den Völkern geehrt werden möge, was schließlich 1984 gelang.
1985, 45 Jahre nach der sowjetischen Invasion in Litauen, wurde er gefragt, warum er so gehandelt habe. Sugihara nannte zwei Gründe: dass diese Flüchtlinge menschliche Wesen gewesen seien und dass sie einfach Hilfe brauchten.
Chiune Sugihara starb am 31. Juli 1986.

## Ehrungen
- Im Jahre 1984 ehrte die israelische Holocaustgedenkstätte Yad Vashem Sugihara als Gerechten unter den Völkern. Sugihara war zu krank, um nach Israel zu reisen; seine Frau und seine Tochter nahmen die Ehrung für ihn entgegen.[11]
- In dem Haus des Konsulates in Kaunas, in dem Sugihara arbeitete und wohnte, ist ein Museum eingerichtet.[12]
- Die Sugihara-Straßen in Netanja (Israel), Kaunas und Vilnius (Litauen) sowie der Asteroid (25893) Sugihara sind nach ihm benannt.
- Die Chiune-Sugihara-Gedenkstätte in seinem (umstrittenen[13]) Geburtsort Yaotsu wurde von Einwohnern der Stadt zu seinen Ehren errichtet.
- Seit 2018 zeigt ihn in Nagoya eine Bronzestatue, Visa an eine Flüchtlingsfamilie aushändigend.[14]
- 2019 wurde Sugihara zum Jahrestag des Beginns der Visa-Ausstellung von der Suchmaschine Google mit einem Doodle in Form eines Reisepasses geehrt.[15]
- 2020 enthüllte der Staatspräsident Litauens, Gitanas Nausėda, ein Denkmal für Sugihara in Kaunas.[16]
- 2002 wurde in Los Angeles eine Bronzeskulptur aufgestellt, die Sugihara zeigt, wie er ein Dokument überreicht. Neben Vertretern der Stadt waren bei der Einweihung die Konsuln von Litauen, Israel und Japan anwesend, sowie Sugiharas Sohn Sugihara Chiaki.[17]

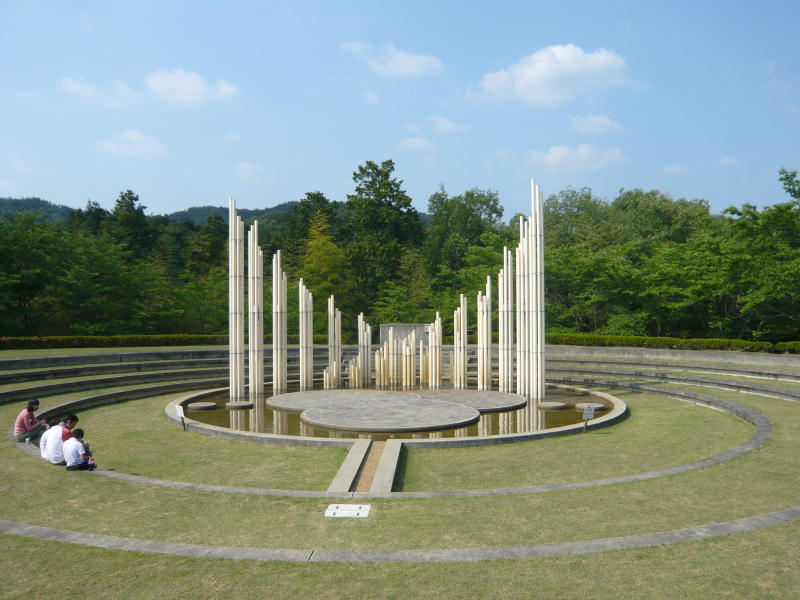
Hill of Humanity (Hügel der Menschlichkeit), Denkmal zu Ehren Chiune Sugiharas in Yaotsu, Japan
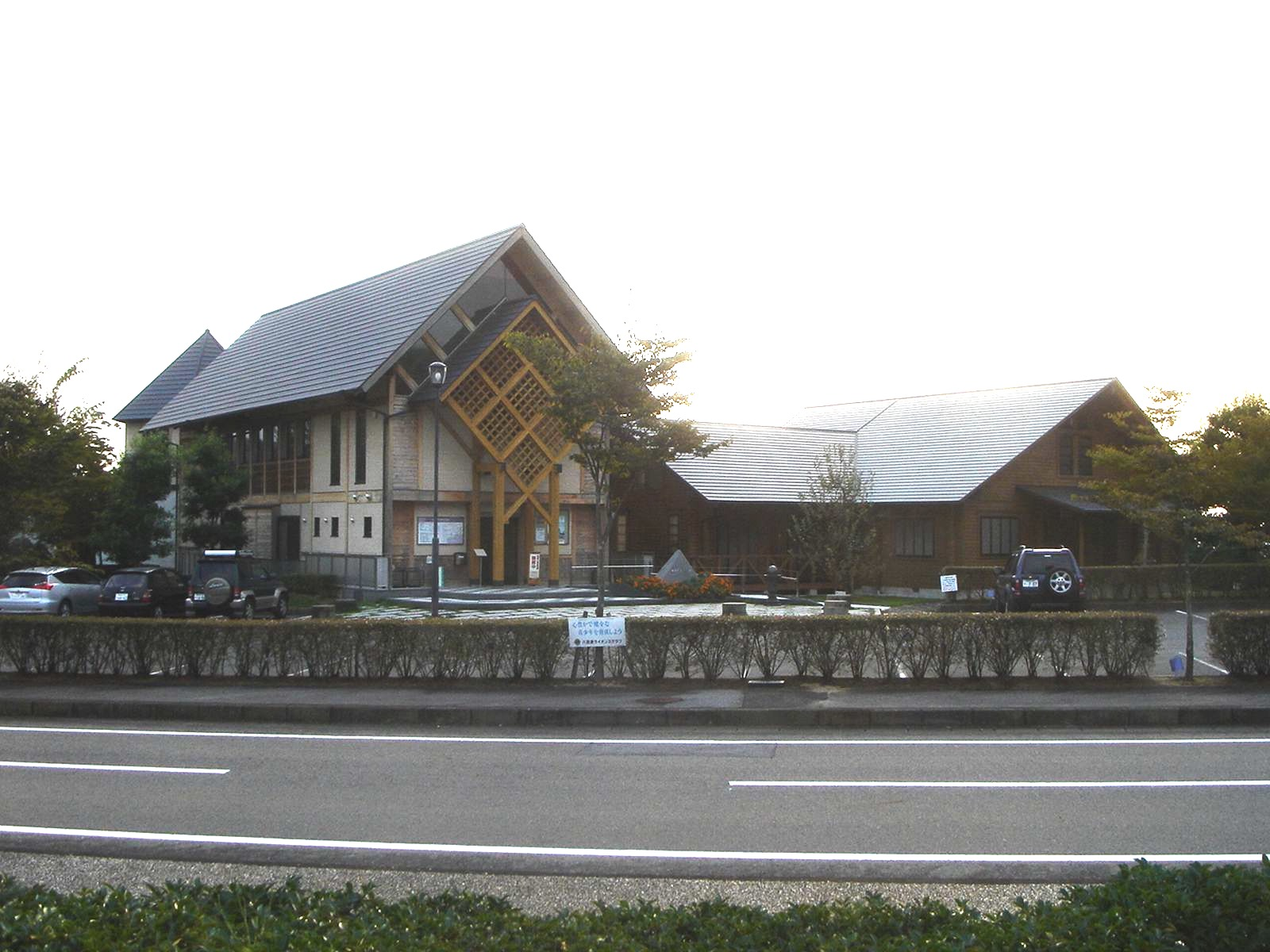
Sugihara Chiune Memorial Museum in seinem (umstrittenen[18]) Geburtsort Yaotsu, Japan
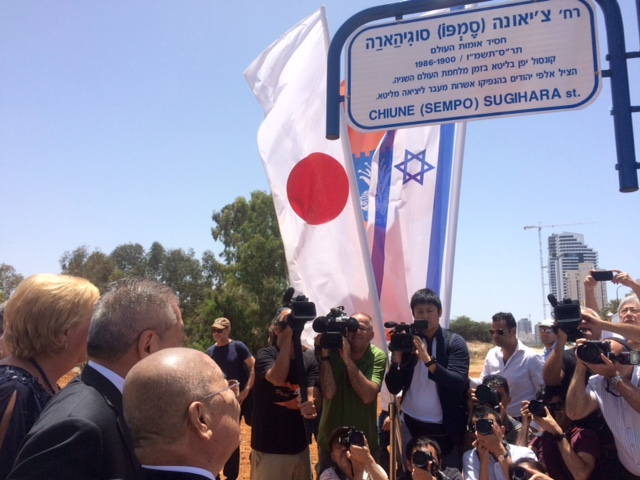
Sugiharastraße in Netanja, Israel. Daneben sind Straßen in  Kaunas und Vilnius (Litauen) nach ihm benannt.
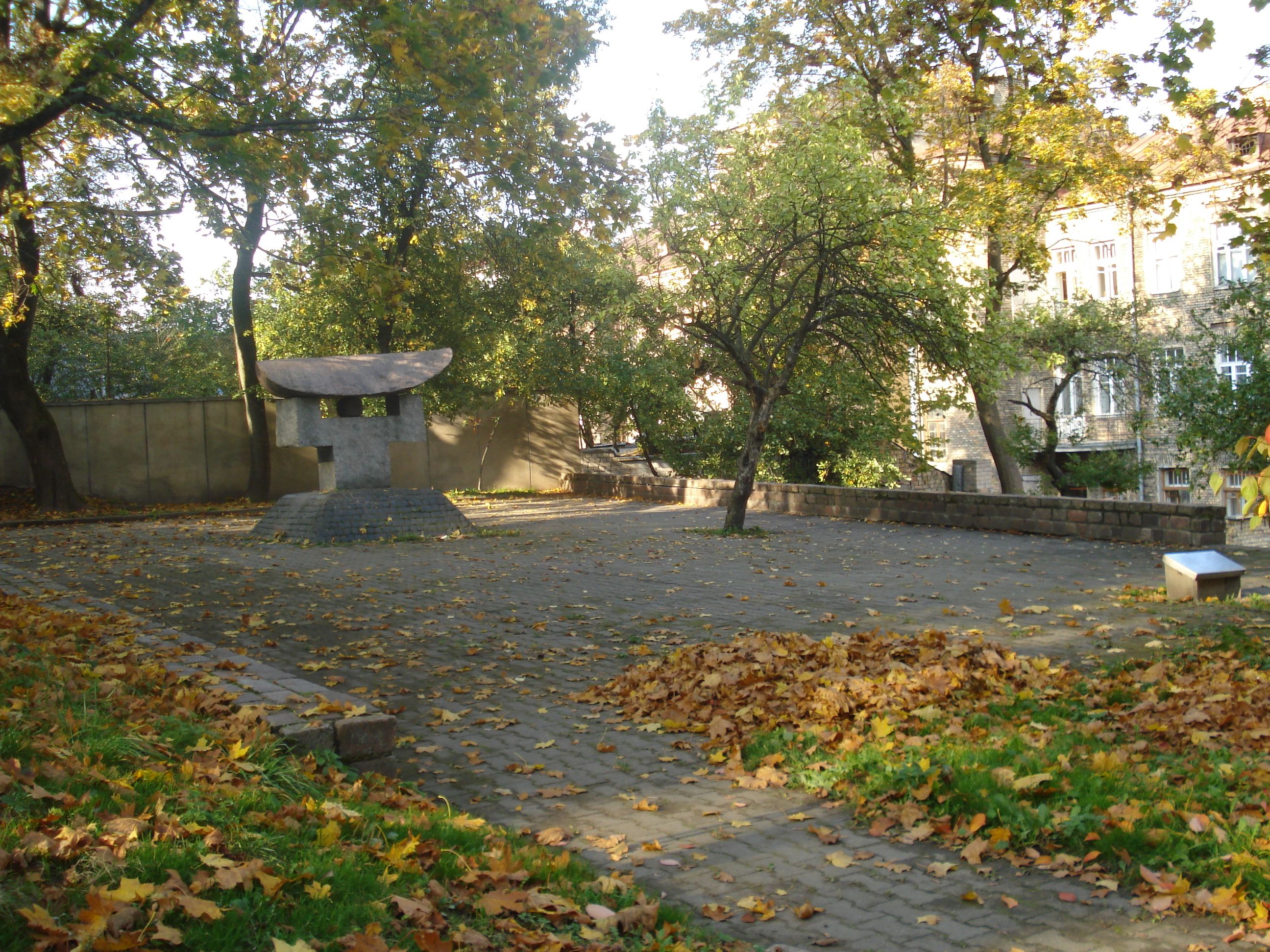
Denkmal Sugiharas in Vilnius, Litauen, errichtet 1992
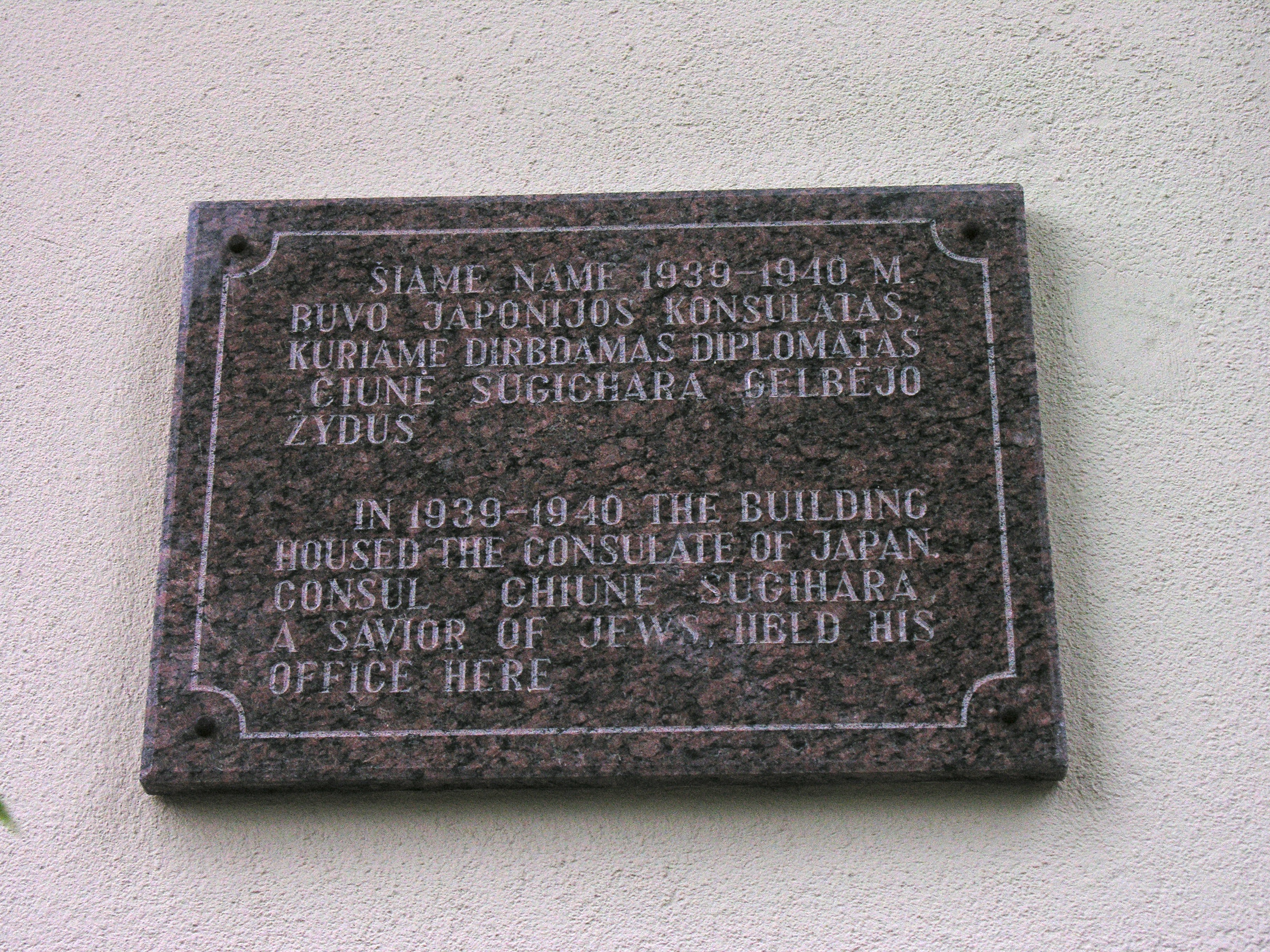
Gedenktafel an Sugihara am früheren japanischen Konsulatsgebäude in Kaunas, Litauen
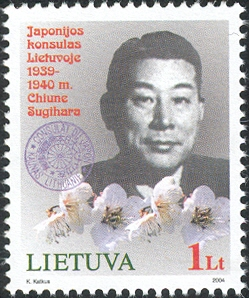
Briefmarke aus Litauen zu Ehren Sugiharas, 2004
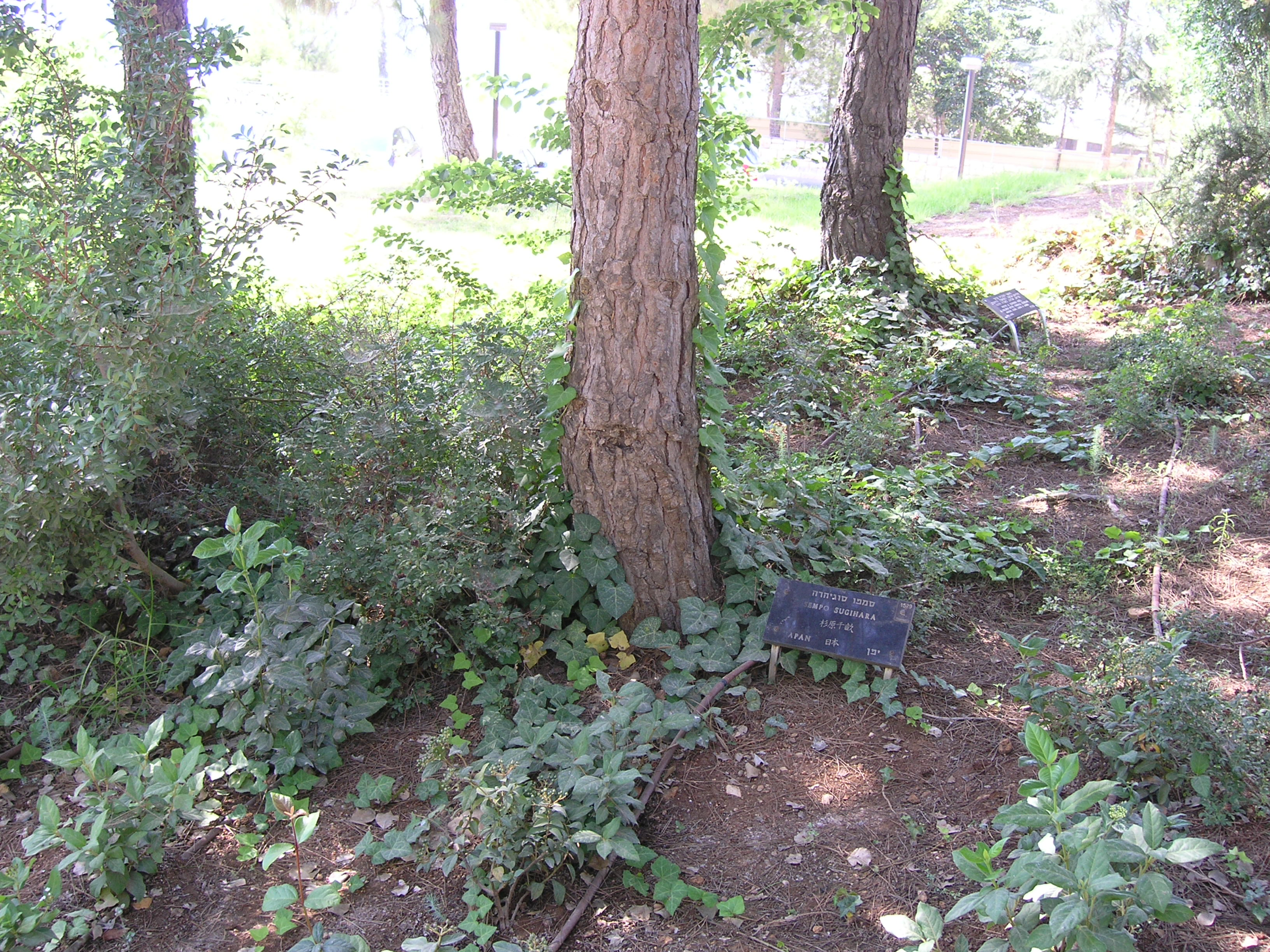
Baumpflanzung in der Allee der Gerechten unter den Völkern zu Ehren Sugiharas in Yad Vashem, Jerusalem, Israel
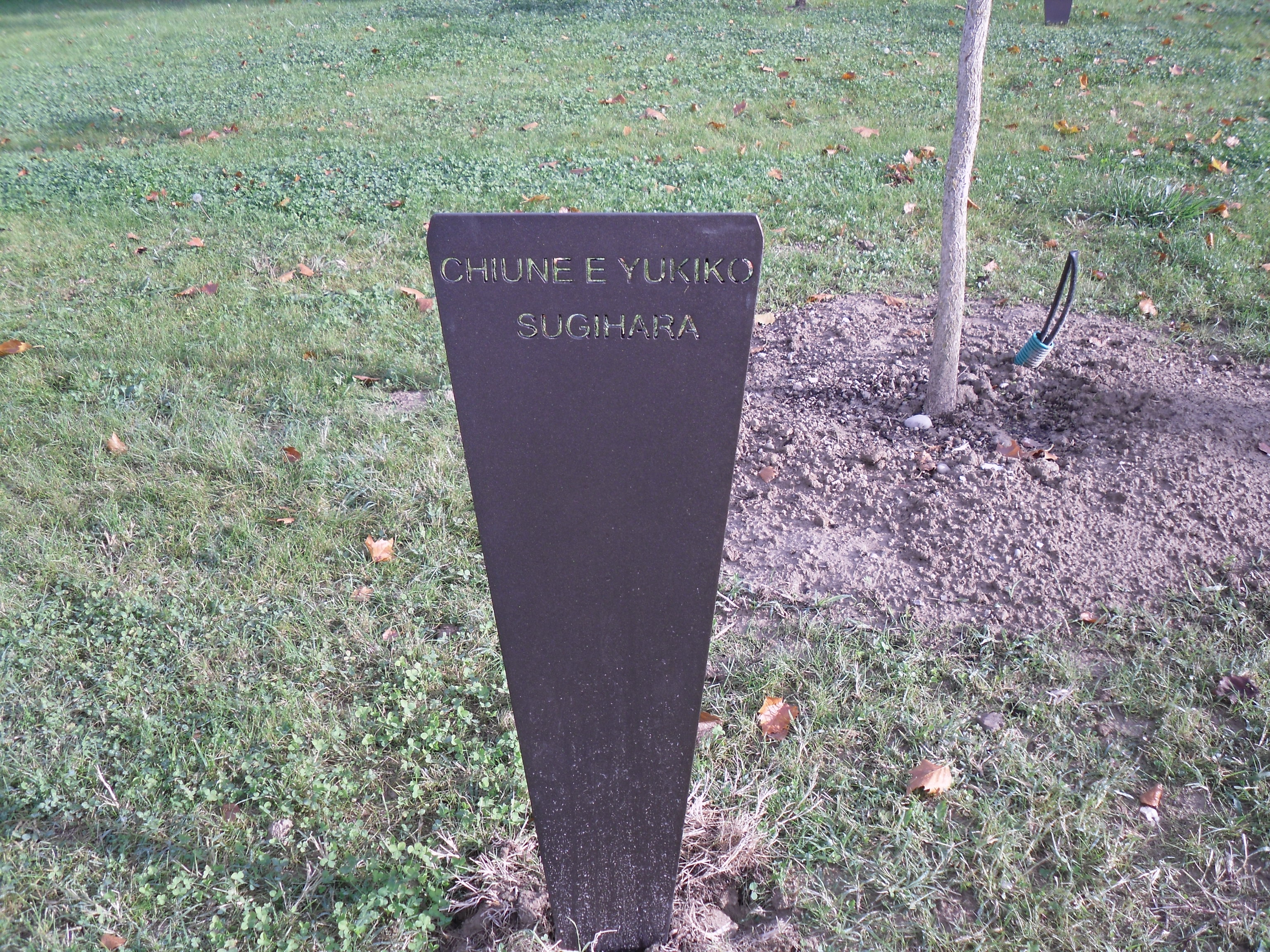
Stele und Baumpflanzung zu Ehren Chiune und Yukiko Sugiharas im Garten der Gerechten der Welt in Padua, Italien
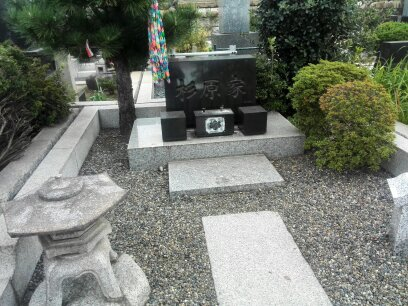
Grab Chiune Sugiharas im Kamakura Friedhof, Präfektur Kanagawa, Japan
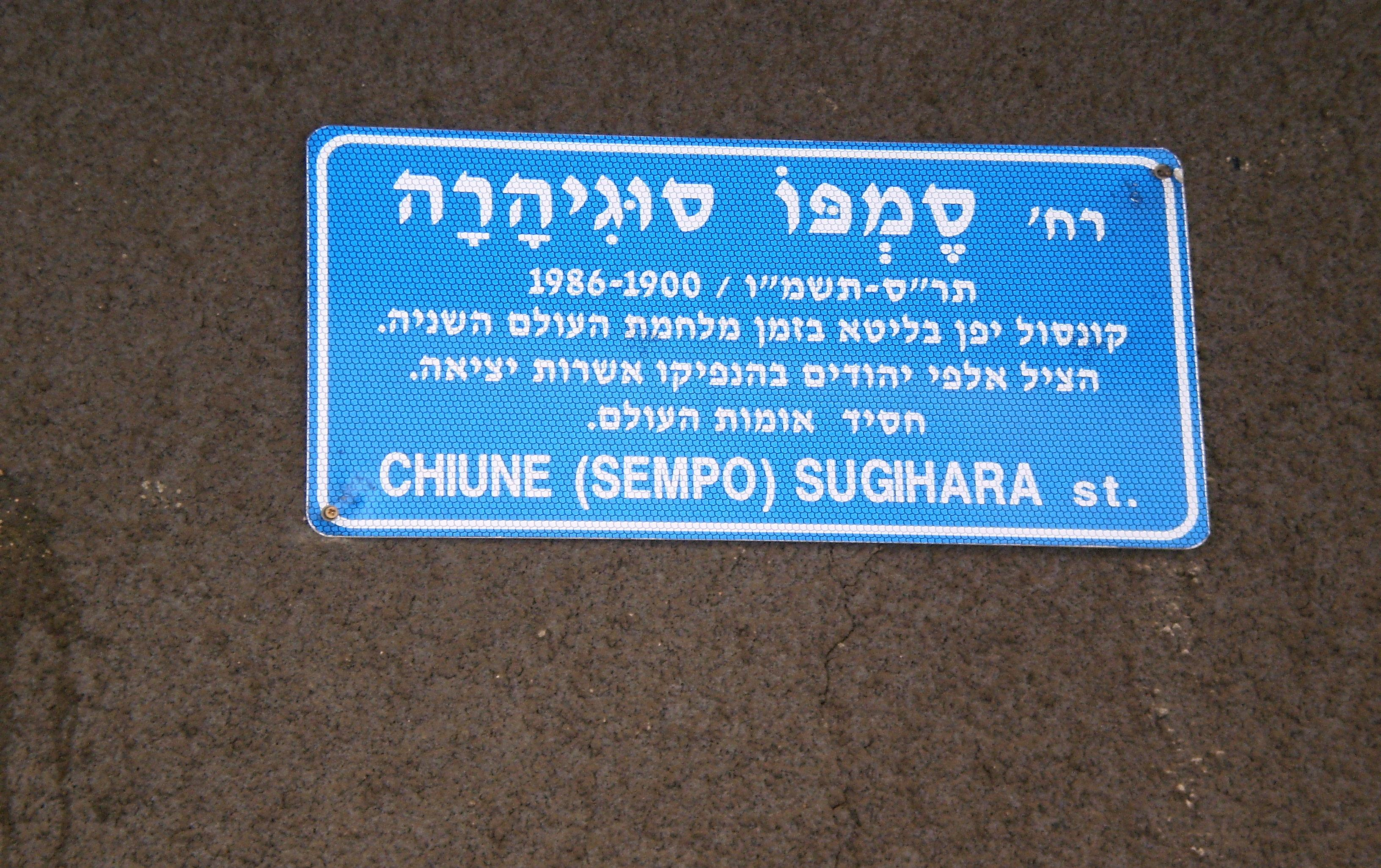
Sugihara Straße in Jaffa
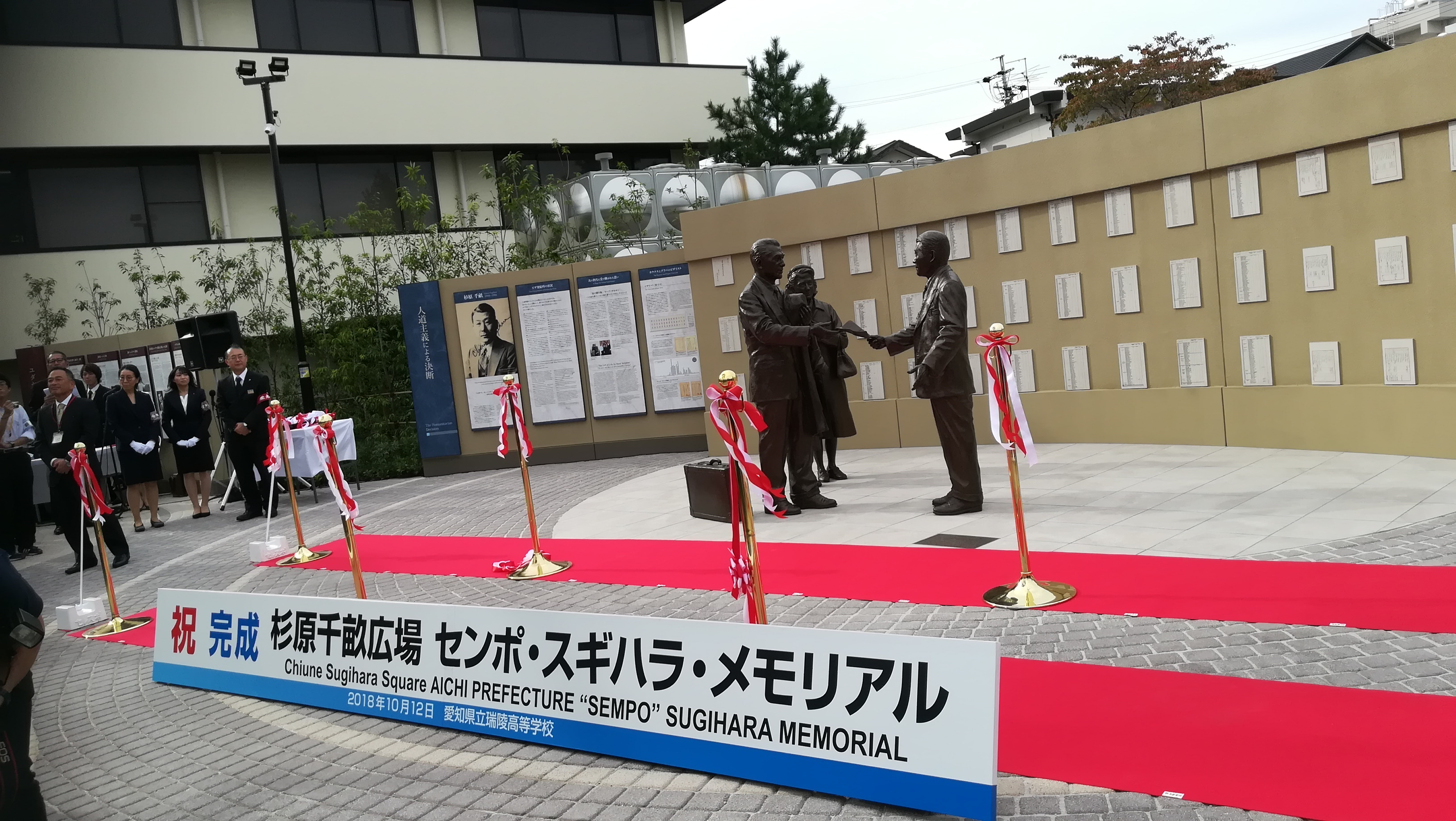
Feierliche Einweihung des Ehrenmals Sugiharas, Zuiryo

## Aliasse
Sugihara ist auch als Sempo Sugiwara oder Chiune Sempo Sugihara bekannt. Sugiwara Sempo war ein Pseudonym, das er nutzte, als er von 1960 bis 1975 in der Sowjetunion arbeitete, um zu vermeiden, dass die sowjetischen Behörden ihn als den Diplomaten identifizierten, der sie 1932 an der Nase herumgeführt und außerdem einen guten Deal für Japan abgeschlossen hatte, als Japan die Nordmandschurische Eisenbahn kaufte. Sempo ist eigentlich kein anderer Name, sondern nur eine andere Lesart, nämlich die On-Lesung von Kanji 千畝 statt der Kun-Lesung Chiune. Ähnlich ist Sugiwara eine alternative Aussprache seines Familiennamens 杉原. Sempo war daher nicht sein „Zwischenname“.

## Filme und Medien
- Am 6. August 2000 hatte der Dokumentarfilm Sugihara: Conspiracy of Kindness Premiere beim Hollywood Film Festival.
- Am 11. Oktober 2005 sendete Yomiuri TV (Osaka) einen zweistündigen Film Nihon no Schindler: Sugihara Chiune Monogatari: Rokusen-nin no Inochi no Visa (日本のシンドラー杉原千畝物語 六千人の命のビザ, dt. „Japans Schindler: Die Geschichte über Chiune Sugihara: Visa des Lebens für 6000 Menschen“) über Sugihara, der auf dem Buch seiner Frau basierte.
- Chris Donahue drehte 1997 einen Film über Sugihara mit dem Titel Visas and Virtue, der 1997 den Oscar für den „Best Live Action Short Film“ 1998 gewann.
- Am 5. Dezember 2015 kam die Verfilmung von Sugiharas Leben Sugihara Chiune (international: Persona Non Grata) in Japan in die Kinos. Hauptdarsteller ist Toshiaki Karasawa.[19]